# Rettenbach am Auerberg
Pour les articles homonymes, voir Rettenbach.
Rettenbach am Auerberg est une commune de Bavière (Allemagne), située dans l'arrondissement d'Ostallgäu, dans le district de Souabe.